# Chuang-š’
Chuang-š' (čínsky pchin-jinem Huángshí, znaky 黄石) je městská prefektura v Čínské lidové republice. Patří k provincii Chu-pej a leží na jižním břehu Jang-c’-ťiang a u hranice s provincií Ťiang-si.
Celá prefektura má rozlohu čtyři a půl tisíce čtverečních kilometrů a v roce 2020 v ní žilo bezmála dva a půl milionu obyvatel, z 99 % Chanů.

## Sport
V roce 2011 se zde konalo XIX. Mistrovství Asie ve sportovním lezení.

## Správní členění
Městská prefektura Chuang-š’ se člení na šest celků okresní úrovně, a sice čtyři městské obvody, jeden městský okres a jeden okres.
| 1 Si-saj-šan Sia-lu Tchie-šan městský okres · Ta-jie okres · Jang-sin 1. Chuang-š’-kang |          |                       |             |                                         |
| Název                                                                                   | Název    | Počet obyvatel (2020) | Rozloha km² | Hustota zalidnění (obyv. na km²) (2020) |
| český přepis                                                                            | znaky    | Počet obyvatel (2020) | Rozloha km² | Hustota zalidnění (obyv. na km²) (2020) |
| Městské obvody                                                                          |          |                       |             |                                         |
| Chuang-š’-kang                                                                          | 黄石港区 | 241 589               | 29          | 8 228                                   |
| Si-saj-šan                                                                              | 西塞山区 | 197 217               | 113         | 1 742                                   |
| Sia-lu                                                                                  | 下陆区   | 215 181               | 62          | 3 470                                   |
| Tchie-šan                                                                               | 铁山区   | 41 907                | 28          | 1 481                                   |
| Městský okres                                                                           |          |                       |             |                                         |
| Ta-jie                                                                                  | 大冶市   | 871 214               | 1 555       | 560                                     |
| Okres                                                                                   |          |                       |             |                                         |
| Jang-sin                                                                                | 阳新县   | 901 971               | 2 773       | 325                                     |
|                                                                                         |          |                       |             |                                         |
| Celkem                                                                                  | Celkem   | 2 469 079             | 4 561       | 541                                     |